# 총알 탄 사나이 3
《총알 탄 사나이 3》(Naked Gun 33 1/3: The Final Insult)은 미국에서 제작된 피터 시걸 감독의 1994년 코미디, 범죄, 액션 영화이다. 레슬리 닐슨 등이 주연으로 출연하였고 로버트 K. 웨이스 등이 제작에 참여하였다.

## 출연

### 주연
- 레슬리 닐슨
- 프리실라 프레슬리
- 조지 케네디
- O.J. 심슨

### 조연
- 프레드 워드
- 캐슬린 프리먼
- 안나 니콜 스미스
- 엘렌 그린
- 에드 윌리엄스

## 한국어 더빙 성우진(MBC, 2000년 2월 5일 )
- 김병관 - 프랭크 (레슬리 닐슨)
- 송도영 - 제인 (프리실라 프레슬리)
- 이인성 - 에드 (조지 케네디)
- 이종혁 - 느도버그 (O.J. 심슨)
- 황윤걸 - 로코 (프레드 워드)
- 채의진 - 타냐 (안나 니콜 스미스)
- 안정현 - 뮤리얼 (캐슬린 프리먼)
- 황일청
- 이명숙
- 이도련
- 이선주
- 이우신
- 엄태국
- 윤성혜
- 김기철
- 김민성
- 박선영
- 송준석
- 김서영

## 기타
- 공동제작: 윌리엄 C. 게리티
- 공동제작: 로버트 로캐쉬
- 협력프로듀서: 마이클 에윙
- 협력프로듀서: 제프 라이트
- 미술: 로렌스 G. 폴
- 세트: 카데 클롭
- 의상: 메리 E. 보트
- 배역: 파멜라 바스커